# (309517) 2007 XA3
(309517) 2007 XA3 es un asteroide perteneciente al cinturón de asteroides, descubierto el 2 de diciembre de 2007 por el equipo del Lulin Sky Survey desde el Observatorio de Lulin, Zhongshan, República Popular China.

## Designación y nombre
Designado provisionalmente como 2007 XA3.

## Características orbitales
2007 XA3 está situado a una distancia media del Sol de 2,668 ua, pudiendo alejarse hasta 3,176 ua y acercarse hasta 2,159 ua. Su excentricidad es 0,191 y la inclinación orbital 11,755 grados. Emplea 1591,35 días en completar una órbita alrededor del Sol.
Los próximos acercamientos a la órbita de Júpiter ocurrirán el 27 de marzo de 2045, el 12 de septiembre de 2127 y el 3 de diciembre de 2175.

## Características físicas
La magnitud absoluta de 2007 XB1 es 16,31.